# 隆政街道
隆政街道，原名为北城街道，是中华人民共和国江苏省南通市海安市下辖的一个街道办事处。
2015年6月26日，江苏省人民政府批复同意撤销海安镇，以原海安镇闸东、新园、中坝、中大街、复兴5个居委会和三里闸、三塘、凤山、大里、海北、新丰、隆政、林桥、联合、自由、建设、德兴12个村委会区域，设立海安县北城街道办事处，办事处驻海北村委会丹凤路205号。
2020年5月，将北城街道更名为隆政街道。

## 行政区划
隆政街道下辖以下村级行政区划单位：
中坝社区、新园社区、闸东社区、三里闸社区、大里社区、中大街社区、复兴社区、三塘社区、凤山社区、新丰社区、海北社区、自由社区、林桥社区、建设社区、隆政社区、德兴社区和联合社区。